# Mönhhajrhan járás
Mönhhajrhan járás (mongol nyelven: Мөнххайрхан сум) Mongólia Hovd tartományának egyik járása. Területe 2554 km². Népessége kb. 2700 fő.
Székhelye Cenher (Цэнхэр), mely 110 km-re délre fekszik Hovd tartományi székhelytől.